# Валелунга Пратамено
Валелу̀нга Пратамѐно (на италиански: Vallelunga Pratameno, на сицилиански Vaddilonga, Вадилонга) е малко градче и община в Южна Италия, провинция Калтанисета, автономен регион и остров Сицилия. Разположено е на 472 m надморска височина. Населението на общината е 3641 души (към 2012 г.).